# Erythria cisalpina
Erythria cisalpina är en insektsart som beskrevs av Irena Dworakowska 1977. Erythria cisalpina ingår i släktet Erythria och familjen dvärgstritar. Inga underarter finns listade i Catalogue of Life.